# Medalhistas do tênis de mesa nos Jogos da Commonwealth

## Individual
| Edição            | Individual Masculino | Individual Masculino | Individual Masculino |
| ----------------- | -------------------- | -------------------- | -------------------- |
| Edição            | Ouro                 | Prata                | Bronze               |
| Melbourne (2006)  | IND Sharath Achanta  | AUS William Henzell  | NGR Segun Toriola    |
| Manchester (2002) | NGR Segun Toriola    | CAN Johnny Huang     | SIN Duan Yong Jun    |
| Manchester (2002) | NGR Segun Toriola    | CAN Johnny Huang     | IND Chetan Baboor    |

| Edição            | Individual Feminino | Individual Feminino | Individual Feminino |
| ----------------- | ------------------- | ------------------- | ------------------- |
| Edição            | Ouro                | Prata               | Bronze              |
| Melbourne (2006)  | SIN Zhang Xueling   | SIN Li Jia Wei      | SIN Xu Yan          |
| Manchester (2002) | NZL Li Chunli       | SIN Li Jia Wei      | SIN Jing Jun Hong   |
| Manchester (2002) | NZL Li Chunli       | SIN Li Jia Wei      | SIN Tan Paey Fern   |

## Dupla
| Edição            | Dupla Masculina                    | Dupla Masculina                    | Dupla Masculina                     |
| ----------------- | ---------------------------------- | ---------------------------------- | ----------------------------------- |
| Edição            | Ouro                               | Prata                              | Bronze                              |
| Melbourne (2006)  | NGR Segun Toriola Monday Merotohun | ENG Andrew Baggaley Andrew Rushton | SIN Cai Xiao Li Yang Zi             |
| Manchester (2002) | ENG Andrew Baggaley Gareth Herbert | WAL Adam Robertson Ryan Jenkins    | SIN Duan Yong Jun Zhang Tai Yong    |
| Manchester (2002) | ENG Andrew Baggaley Gareth Herbert | WAL Adam Robertson Ryan Jenkins    | IND Chetan Baboor Raman Subramanian |

| Edição            | Dupla Feminina               | Dupla Feminina           | Dupla Feminina                  |
| ----------------- | ---------------------------- | ------------------------ | ------------------------------- |
| Edição            | Ouro                         | Prata                    | Bronze                          |
| Melbourne (2006)  | SIN Zhang Xueling Li Jia Wei | SIN Tan Paey Fern Xu Yan | AUS Jian Fang Lay Miao Miao     |
| Manchester (2002) | SIN Li Jia Wei Jing Jun Hong | NZL Li Chunli Karen Li   | SIN Zhang Xueling Tan Paey Fern |
| Manchester (2002) | SIN Li Jia Wei Jing Jun Hong | NZL Li Chunli Karen Li   | AUS Jian Fang Lay Miao Miao     |

| Edição            | Dupla Mista                  | Dupla Mista                    | Dupla Mista                      |
| ----------------- | ---------------------------- | ------------------------------ | -------------------------------- |
| Edição            | Ouro                         | Prata                          | Bronze                           |
| Melbourne (2006)  | SIN Yang Zi Zhang Xueling    | SIN Cai Xiao Li Li Jia Wei     | SIN Jason Ho Tan Paey Fern       |
| Manchester (2002) | SIN Duan Yong Jun Li Jia Wei | AUS Brett Clarke Jian Fang Lay | SIN Zhang Tai Yong Jing Jun Hong |
| Manchester (2002) | SIN Duan Yong Jun Li Jia Wei | AUS Brett Clarke Jian Fang Lay | NZL Peter Jackson Li Chunli      |

## Equipe
| Edição            | Equipe Masculina                                                       | Equipe Masculina                                                           | Equipe Masculina                                                                    |
| ----------------- | ---------------------------------------------------------------------- | -------------------------------------------------------------------------- | ----------------------------------------------------------------------------------- |
| Edição            | Ouro                                                                   | Prata                                                                      | Bronze                                                                              |
| Melbourne (2006)  | IND Sharath Achanta Shibaji Datta Soumyadeep Roy Subhajit Saha         | SIN Clarence Lee Lee Han-Ting Jason Ho Cai Xiao Li Yang Zi                 | NGR Kazeem Nasiru Monday Merotohun Segun Toriola Seun Ajetun Tajudeen Jegede        |
| Manchester (2002) | ENG Alex Perry Andrew Baggaley Gareth Herbert Matthew Syed Terry Young | NGR Kazeem Nasiru Monday Merotohun Segun Toriola Saraju Saka Sau Ayemojuba | SIN Leng Chih Cheng Zhang Tai Yong Cai Xiao Li Sen Yew Fai Duan Yong Jun            |
| Manchester (2002) | ENG Alex Perry Andrew Baggaley Gareth Herbert Matthew Syed Terry Young | NGR Kazeem Nasiru Monday Merotohun Segun Toriola Saraju Saka Sau Ayemojuba | IND Chetan Baboor Raman Subramanian Sourav Chakraborty Soumyadeep Roy Subhajit Saha |

| Edição            | Equipe Feminina                                            | Equipe Feminina                                               | Equipe Feminina                                                                 |
| ----------------- | ---------------------------------------------------------- | ------------------------------------------------------------- | ------------------------------------------------------------------------------- |
| Edição            | Ouro                                                       | Prata                                                         | Bronze                                                                          |
| Melbourne (2006)  | SIN Li Jia Wei Tan Paey Fern Zhang Xueling Xu Yan Zena Sim | AUS Jian Fang Lay May Cho Miao Miao Peri Innes Stephanie Sang | IND Kasturi Chakraborty Mouma Das Nandita Saha Poulomi Ghatak Shamini Kumaresan |
| Manchester (2002) | SIN Li Jia Wei Tan Paey Fern Zhang Xueling Jing Jun Hong   | AUS Jian Fang Lay May Cho Miao Miao Peri Innes Tammy Gough    | CAN Chris Xu Geng Lijuan Marie-Christine Roussy Petra Cada                      |
| Manchester (2002) | SIN Li Jia Wei Tan Paey Fern Zhang Xueling Jing Jun Hong   | AUS Jian Fang Lay May Cho Miao Miao Peri Innes Tammy Gough    | NZL Li Chunli Karen Li Laura-Lee Smith Tracey McLauchlan                        |